# Экологический мигрант
Экологический мигрант — это человек, вынужденный покинуть свой регион из-за внезапных или долгосрочных изменений местной среды. Эти изменения угрожают их собственному благополучию или благополучию их семьи и включают в себя такие природные явления, как засуха, опустынивание, повышение уровня моря и нарушения сезонных погодных условий. Экологические мигранты переселяются в другие страны или в другие регионы их родной страны. Хотя на данный момент не существует единого и четкого определения экологической миграции, эта идея привлекает все больше внимания, так как политики, экологи и социологи пытаются выявить потенциальные социальные последствия изменения климата и ухудшения окружающей среды.

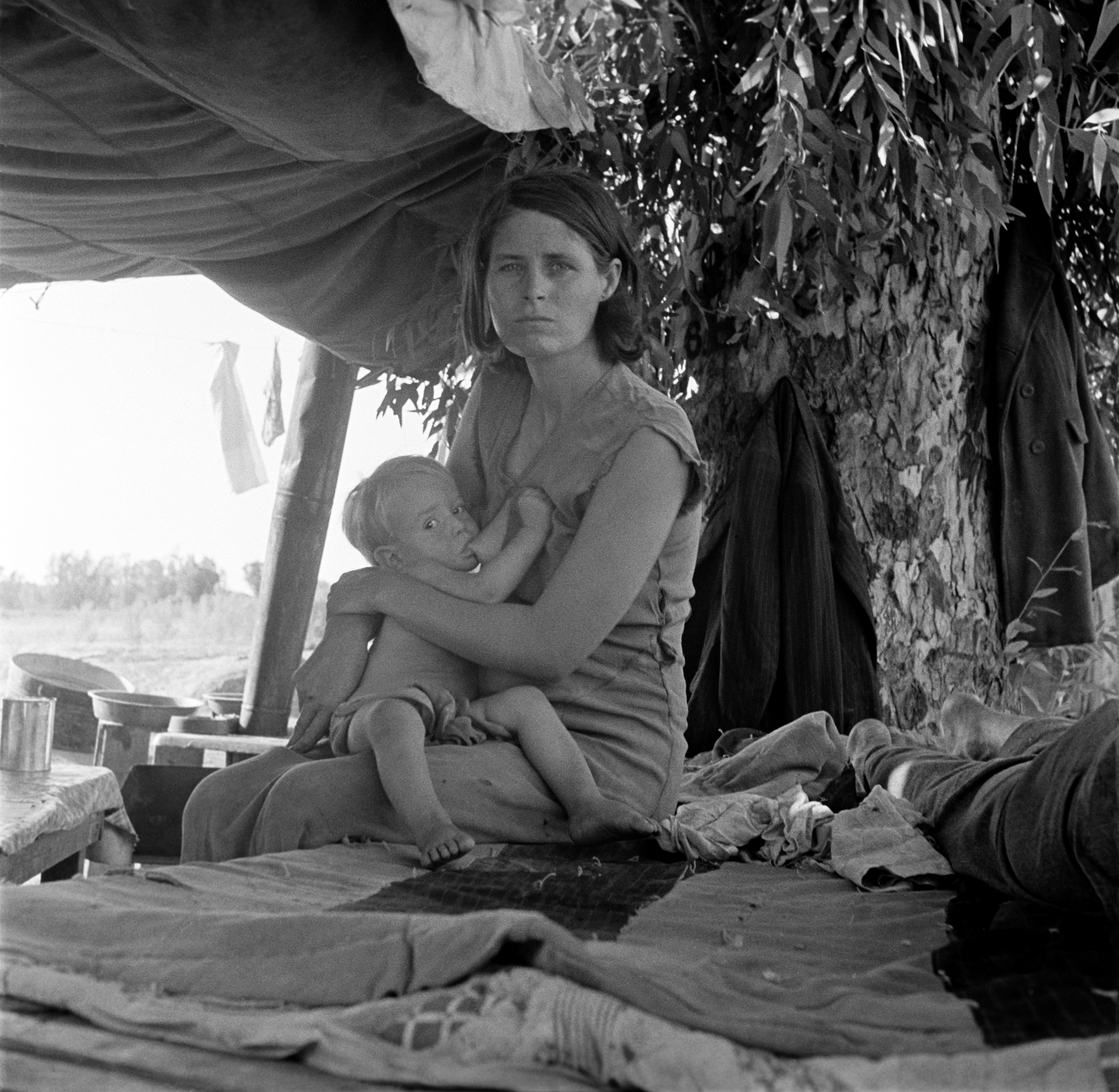
Экологические мигранты из Оклахомы, пострадавшие от засухи («Пыльный котёл»), 1936

## Определение
Понятие «экологический мигрант» не соответствует ни одному из юридически установленных определений беженцев. Исследователи подвергают сомнению саму идею экологических мигрантов из-за нехватки научного обоснования и попытки «сфабриковать угрозу миграции» с целью скрыть настоящие политические причины большинства переселений. Люди, спасающиеся от экологических бедствий, обычно мигрируют временно и на небольшие расстояния.

Термин «экологический мигрант» впервые был предложен Лестером Брауном в 1976 году. Международная организация по миграции предлагает следующее определение экологических мигрантов:
«Экологические мигранты — это люди или группы людей, которые по причине резких или долгосрочных изменений местной среды, негативно влияющих на их жизнь или жизненные условия, вынуждены покинуть свои дома временно или навсегда, переселяясь в другие страны или другие регионы их родной страны.»

## Типы экологических мигрантов
Международная организация по миграции выделяет три типа экологических мигрантов:
- Мигранты вследствие чрезвычайной экологической ситуации — люди, вынужденные временно спасаться бегством от экологической катастрофы или внезапного случившейся экологической проблемы. К примеру, к этой категории относятся люди, вынужденные спасаться от ураганов, цунами, землетрясений и т. д.

- Экологически вынужденные мигранты — люди, переселяющиеся из-за ухудшения экологических условий их родной среды. К примеру, в эту категорию входят люди, вынужденные мигрировать из-за таких медленных факторов ухудшения окружающей среды, как облесение, деградация прибрежной зоны и т. д.

- Экологически мотивированные мигранты, также известные как экономические мигранты вследствие экологических факторов, — люди, мигрирующие, чтобы избежать возможных проблем в будущем, вызванных экологическими факторами. Например, сюда относятся люди, переселяющиеся по причине снижения урожайности, вызванного опустыниванием.

## Численность
На протяжении десятилетий предпринималось несколько попыток посчитать общую численность экологических мигрантов и беженцев. Джоди Якобсон, которую считают первым исследователем этой темы, заявила, что число «экологических беженцев» приблизилось к 10 миллионам. По ее мнению, при «худшем сценарии» повышения уровня моря число «экологических беженцев» превысит число политических беженцев в шесть раз. В 1989 году Мустафа Толба, исполнительный директор Программы ООН по окружающей среде, заявил, что «по меньшей мере 50 миллионов человек могут стать экологическими беженцами, если мир не поддержит стратегию устойчивого развития». В 1990 году Межправительственная группа экспертов по изменению климата объявила, что самым серьезным последствием изменения климата может стать миграция с «миллионами людей, бежавших от эрозии береговой линии, наводнений и сильных засух». В середине 90-х британский эколог Норман Майерс стал одним из самых видных сторонников этой идеи, заявив, что «экологические беженцы вскоре станут самой многочисленной группой вынужденных беженцев». Также он утверждал, что в середине 90-х в мире существовало 25 миллионов экологических беженцев, к 2010 году это число удвоится, а к 2050 возрастет до 200 миллионов. Майерс относит к числу причин экологической миграции такие факторы, как опустынивание, недостаток воды, засоление орошаемых земель и истощение биоразнообразия. Он также предположил, что к 2050 году число экологических мигрантов в Китае составит 30 миллионов, в Индии — 30 миллионов, 15 миллионов в Бангладеше, 14 миллионов в Египте, 10 миллионов в других районах, находящихся у дельт рек, и прибрежных зонах, 1 миллион в островных государствах. Позже Майерс предположил, что число экологических мигрантов в 2050 году приблизится к 250 миллионам.
Эти заявления получили широкое распространение, и, по наиболее распространенным прогнозам, к 2050 году в мире появится 150—200 миллионов экологических беженцев. Это утверждение в разных формулировках содержится во влиятельных докладах по изменению климата от МГЭИК, британского правительства (Доклад Штерна по экономике изменения климата), докладах таких неправительственных организаций, как Friends of the Earth, Greenpeace Germany (Jakobeit and Methmann 2007) и Christian Aid; а также докладах межправительственных организаций, в числе которых Совет Европы, ЮНЕСКО, Международная организации по миграции (Brown 2008) и Управление Верховного комиссара ООН по делам беженцев.
По информации Центра мониторинга внутренней миграции, в первой половине 2019 года 7 миллионов человек были вынуждены мигрировать внутри страны по причине экстремальных погодных условий. Эта цифра является рекордной и в два раза превышает число людей, мигрирующих по причине насилия и конфликтов.
В 2018 году BBC сообщила, что «по данным ООН, 80 процентов экологических мигрантов являются женщинами».

## Реакция мирового сообщества
Реакция на возможное предоставление убежища экологическим мигрантам неоднозначна, так как многие страны вынуждены решать свои внутренние проблемы. К примеру, Индия, чье население превышает 1 миллиард, строит пограничный заградительный барьер с Бангладеш. Хотя официальная цель барьера — препятствие наркоторговле, он также может остановить 20 миллионов потенциальных экологических беженцев из Бангладеш. В Канаде же, наоборот, медленно растет общественное давление, призывающее создать политику, направленную на принятие и размещение экологических мигрантов. 20 сентября 2016 года на Саммите ООН по делам беженцев и мигрантов премьер-министр Канады Джастин Трюдо заявил, что планов по переселению экологических беженцев недостаточно. Швеция, которая в рамках своей политики открытых дверей предлагала убежище беженцам из зон вооруженных конфликтов, сменила курс на сдерживание и даже предлагает беженцам денежное поощрение за отзыв заявления о предоставлении убежища.